# Mark IX (Panzer)
Der Mark IX war ein britischer Transportpanzer des Ersten Weltkrieges und kann als erster Transportpanzer der Welt angesehen werden.

## Entwicklung
Während der ersten mit Panzerunterstützung durchgeführten Angriffsoperationen stellte sich schnell heraus, dass die Infanterie mit den Tanks nicht Schritt halten konnte. Dies lag jedoch nicht an der Geschwindigkeit der Panzer, die sich bauartbedingt sowieso kaum schneller als im Schritttempo vorwärts bewegten, sondern an dem oftmals massiven Abwehrfeuer durch Infanteriewaffen – was ja der eigentliche Grund für den Einsatz gepanzerter Fahrzeuge war. Oftmals mussten teuer erkaufte Schlüsselpositionen wieder aufgegeben werden, da die unterstützende Infanterie weiter im rückwärtigen Raum liegengeblieben war.
Erste Überlegungen zur Behebung dieses Problems gingen dahin, zuzüglich zur Besatzung eines jeden Tanks einige Infanteristen „hineinzuquetschen“. Schnell wurde jedoch klar, dass die qualitativ ohnehin nicht besonders gute Atemluft im Inneren der Tanks dadurch so schlecht wurde, dass die „aufgesessene“ Infanterie, wenn sie nicht innerhalb kürzester Zeit ohnmächtig wurde, bis zu einer Stunde nach dem Verlassen der vergifteten Atmosphäre nicht einsatzfähig war.
Aus diesem Grund erhielt Lieutenant G.R. Rackham im Sommer 1917 den Befehl, ein speziell für den Transport von Infanterie ausgelegtes gepanzertes Fahrzeug zu entwickeln. Erste Versuche verzögerten sich, da man versuchte, das Projekt so zu gestalten, dass es im Falle einer Fehlentwicklung des Mark-VIII-Tanks dessen Rolle übernehmen könnte. Aus diesem Grunde wurde das Fahrzeug auch als Tank bezeichnet.
Diese Absicht wurde jedoch bald wieder fallengelassen und im September 1917 begann man mit der Fertigung zweier Prototypen als reine Truppentransporter bei Armstrong, Whitworth & Co. in Newcastle-upon-Tyne. Man behielt sich jedoch vor, das Gerät im Bedarfsfalle in ein Allzweck-Unterstützungsfahrzeug umzuwidmen. Im folgenden Jahr wurde das Vorhaben genehmigt und der Bauauftrag über 200 Exemplare an die Traktorenfabrik Marshall, Sons & Co. in Gainsborough (Lincolnshire) vergeben. Zu diesem Zeitpunkt stand bereits fest, dass auch der verlängerte Mark V für einen Infanterietransport nicht in Frage kam.
Bis zum Waffenstillstand waren lediglich drei Exemplare einsatzbereit. Insgesamt wurden nur 34 Stück gefertigt.

## Beschreibung
Da für eine komplette Neuentwicklung keine Zeit war, benutzte man die Hülle eines Mark V, die auf 9,73 Meter verlängert wurde. Der Motor wurde im Bug untergebracht, das Getriebe im Heck. Alle im Inneren der Hülle nicht unbedingt benötigten Bauteile wurden nach außen verlegt, sodass letztendlich ein vier Meter langer und 2,45 Meter breiter Innenraum zur Verfügung stand. Dies sollte reichen, um insgesamt 30 Mann (offiziellen Angaben zufolge wurde auch bereits an fünfzig Mann gedacht) oder zehn Tonnen Material zu transportieren. Um die notwendige Steifheit der Wanne zu gewährleisten, war der Boden mit schweren Stahlträgern verstärkt. Für die zu transportierende Mannschaft waren keine Sitze vorgesehen und sie musste sich vor der in der Mitte des Vehikels drehenden Kardanwelle in acht nehmen.
Die Besatzung bestand aus dem Fahrer, dem Kommandanten (rechts vom Fahrer), einem Mechaniker und einem MG-Schützen, der ein Maschinengewehr in einer Heckluke bedienen konnte. Ein zweites Maschinengewehr befand sich in der Frontpartie. An jeder Seite der Wanne waren acht Gewehrluken angebracht (eine in jeder der insgesamt vier Türen), durch welche die Infanteristen nach draußen feuern konnten. Dies erst machte den Mark IX zu einem regelrechten Schützenpanzer.
Durch die Verwendung von 10 mm starken Panzerplatten ergab sich ein Gewicht von 27 Tonnen und – dadurch bedingt – eine Höchstgeschwindigkeit von 7 km/h. Der Tank konnte auch zusätzlich Material in einem Behälter hinter der Kommandantenkuppel auf dem Dach mitführen. Dies war mit 2,64 Metern auch der höchste Punkt des Fahrzeugs. Gleichzeitig konnten bis zu drei beladene Schlitten geschleppt werden.
Rackham versuchte, das Fahrzeug zu verbessern, indem er – zusammen mit Ventilatoren – einen größeren Schalldämpfer auf dem Dach installierte, jedoch gab es nach wie vor keinen separaten Maschinenraum. Durch diesen Mangel an Raumteilung war es fraglich, ob das Projekt je das Ziel eines brauchbaren Mannschaftstransportes in der Größenordnung eines kampfbereiten Zuges erreicht hätte.
Der Mark IX wurde bis einige Jahre nach dem Krieg weiterverwendet. Wegen der an eine Schweineschnauze erinnernden Frontpartie wurde das Fahrzeug gemeinhin als „The Pig“ bezeichnet.
Eines der ersten drei Exemplare wurde als gepanzerte Ambulanz eingesetzt, ein anderes vom Personal des Dollis Hill Testgeländes zu einem Schwimmpanzer umgebaut. Dazu brachte man große Luftbehälter an der Front und an den Seiten an. Man versah die Kettenglieder mit einer Art hölzerner Paddel, die beim Eintauchen in das Wasser durch die Laufbewegung der Ketten dem Fahrzeug den nötigen Vortrieb gaben. Fotos zeigen das Fahrzeug am 11. November 1918 bei Schwimmversuchen im Hendon Reservoir. Dieses spezielle Fahrzeug soll „The Duck“ genannt worden sein, dies ist allerdings durch nichts belegt.
Das einzig erhalten gebliebene Exemplar befindet sich im Bovington Tank Museum.